# Vladimir Arnautović
Vladimir Arnautović (n. 2 decembrie 1971, Banja Luka, Iugoslavia - d. 30 mai 2015, Belgrad, Serbia) a fost un baschetbalist și antrenor de baschet sârb. A antrenat echipa CSU Asesoft Ploiești din 25 noiembrie 2007 până în data morții sale. Este considerat cel mai bun antrenor din istoria baschetului românesc.

## Biografie
Arnautović s-a născut pe data de 2 decembrie 1971 la Banja Luka, Iugoslavia. A participat la războiul dintre etnicii sârbi și musulmani din Bosnia la doar 22 de ani, între 1993 și 1995, unde a condus un pluton de 22 de persoane. La sfârșitul războiului și-a descoperit dragostea pentru baschet. Și-a început cariera la echipa orașului natal, unde a făcut cel mai bun joc în meciul cu Beobank, marcând 18 puncte. În 2001 părăsește Bosnia pentru a merge în România, mai exact la CSU Asesoft Ploiești, unde câștigă în calitate de jucător un campionat și o cupă. Se retrage ca jucător în 2004.
În 25 noiembrie 2007 devine antrenor principal al CSU Asesoft Ploiești, unde a reușit să câștige trei eventuri (2008, 2009, 2015) și încă patru campionate (2010, 2012, 2013, 2014).
În cupele europene, a debutat cu un eșec împotriva celor de la Galatasaray, scor 81-83; după acest rezultat însă a reușit victorii importante cu Girona și Spartak Sankt Petersburg, dar cea mai remarcabilă victorie este cea din Top 32 al ediției 2014/2015 EUROCUP, reușind o remarcabilă realizare cu campioana EuroChallenge 2013/2014, Valencia.

## Boala și moartea prematură
În februarie 2015 a fost diagnosticat cu cancer la ficat și a fost internat la diverse clinici din București și din Belgrad. Pe data de 30 mai 2015 moare prematur la 43 de ani la Belgrad, iar în aceeași zi este omagiat în capitala Serbiei de către jucătorii CSU-ului.